# Ranking UCI
El Ranking UCI es un sistema de puntuación de carreras ciclistas de ciclismo en ruta masculinas utilizado de 1984 a 2004, cuando fue sustituido por el UCI ProTour. Hasta el 1992 fue llamado Ranking FICP dado que lo elaboraba esa organización, encargándose desde 1993 la propia UCI debido a la fusión de la FICP (federación profesional) con la FIAC (federación amateur). 
De 1984 a 1994 fue solo de corredores y equipos incluyéndose a partir de 1995 clasificación por países que servía para adjudicar el número de corredores en diferentes competiciones internacionales por países, sobre todo en el Campeonato del Mundo. Llama la atención la superioridad italiana desde los comienzos de este nuevo premio, ya que Italia resultó el país ganador desde el año 1996 hasta el 2004. Como se puede comprobar fueron años de esplendor del ciclismo transalpino, ya que los ciclistas de dicho país obtuvieron un gran número de victorias. 
En 2016, tras un periodo de consultas y debate interno, se volvió a elaborar un ranking conjunto de todas las competiciones (UCI WorldTour y Circuitos Continentales UCI) en el llamado UCI World Ranking.
Este sistema pretende hacer un ranking de los mejores ciclistas a nivel mundial, pero nunca llegó a cuajar a nivel internacional al igual que los rankings masculinos no oficiales que hubo anteriormente como el Challenge Desgrange-Colombo (1948-1958) y el Super Prestige Pernod International (1959-1987).
También existen otros Ranking UCI referidos a otras modalidades o especialidades de ciclismo.

## Historia
El ranking UCI, creado en el año 1984, nació con el término de ranking FICP. Se trataba de una clasificación anual que tan solo se mostraba con la finalización de la temporada ciclista. Como se podrá ver más adelante, el primer líder del ranking UCI fue el irlandés Sean Kelly, quien además no se bajaría del primer escalón del pódium en las siguientes 4 temporadas. Todo esto cambió con la constitución del nuevo sistema en el año 1989, momento en el que se modificó la reglamentación de puntuación el cual siguió vigente durante un largo periodo posteriormente.
Una de las peculiaridades del nuevo sistema de puntuación del ranking UCI era que contabilizaba los puntos acumulados en los últimos doce meses. De este modo, el total de puntos no se reponía a cero en ningún momento del año.
Este formato motivaba que los grandes ciclistas frecuentaran el primer puesto de la clasificación, y se quedaban así muy pocas opciones para que hubiera movimientos en este sentido. Es importante destacar que en los primeros 7 años solo hubo 7 líderes diferentes, sin contar con los 5 años de reinado de Sean Kelly. Esto es algo que a partir del año 2000 varió de manera significativa y que propició un gran baile en lo referente al número de líderes de la clasificación a lo largo de la temporada.
El ranking UCI desapareció en 2005 con la creación del UCI ProTour (y sus siguienets denominaciones) y de los Circuitos Continentales UCI. En 2016, tras un periodo de consultas y debate interno, se volvió a elaborar un ranking conjunto de todas las competiciones (UCI WorldTour y Circuitos Continentales UCI) en el llamado UCI World Ranking. Para este nuevo sistema se tienen en cuenta los resultados de las últimas 52 semanas de acuerdo con el sistema "rolling" mismo sistema que el Ranking ATP y Ranking WTA de tenis. Como curiosidad algunas carreras que en el UCI WorldTour tienen más puntuación en este tienen diferente, como es el caso de la Vuelta al País Vasco, Tour de Polonia, Eneco Tour y Volta a Cataluña que quedaron encuadrados en la categoría de "Clásicas menores" cuando en el UCI WorldTour están un escalafón superior "Vueltas menores". Para las competiciones femeninas se llama simplemente «Ranking UCI Femenino» cuyas pruebas puntuables son las del Calendario UCI Femenino.
Por su parte, el ranking femenino individual de ciclismo en ruta comenzó a elaborarse en 1994, mientras que la clasificación por equipos empezó a adjudicarse en 1999. Al contrario que la clasificación masculina, el ranking femenino siempre ha estado en vigor.

## Palmarés

### Masculino
| Año       | Ganador individual                                         | Ganador por equipos                                        | Ganador por países                                         |
| --------- | ---------------------------------------------------------- | ---------------------------------------------------------- | ---------------------------------------------------------- |
| 1984      | Sean Kelly                                                 | Skil-Sem                                                   | No se entregó                                              |
| 1985      | Sean Kelly                                                 | Skil-Sem                                                   | No se entregó                                              |
| 1986      | Sean Kelly                                                 | Kas                                                        | No se entregó                                              |
| 1987      | Sean Kelly                                                 | Kas                                                        | No se entregó                                              |
| 1988      | Sean Kelly                                                 | Kas                                                        | No se entregó                                              |
| 1989      | Laurent Fignon                                             | Système U                                                  | No se entregó                                              |
| 1990      | Gianni Bugno                                               | Chateau D'Ax                                               | No se entregó                                              |
| 1991      | Gianni Bugno                                               | Gatorade                                                   | No se entregó                                              |
| 1992      | Miguel Induráin                                            | Banesto                                                    | No se entregó                                              |
| 1993      | Miguel Induráin                                            | Banesto                                                    | No se entregó                                              |
| 1994      | Tony Rominger                                              | Mapei-Clas                                                 | No se entregó                                              |
| 1995      | Laurent Jalabert                                           | Mapei-GB / ONCE                                            | No se entregó                                              |
| 1996      | Laurent Jalabert                                           | Mapei-GB                                                   | Italia                                                     |
| 1997      | Laurent Jalabert                                           | Mapei-GB                                                   | Italia                                                     |
| 1998      | Michele Bartoli                                            | Mapei-Bricobi                                              | Italia                                                     |
| 1999      | Laurent Jalabert                                           | Mapei-Quick Step                                           | Italia                                                     |
| 2000      | Francesco Casagrande                                       | Mapei-Quick Step                                           | Italia                                                     |
| 2001      | Erik Zabel                                                 | Fassa Bortolo                                              | Italia                                                     |
| 2002      | Erik Zabel                                                 | Mapei-Quick Step                                           | Italia                                                     |
| 2003      | Paolo Bettini                                              | Fassa Bortolo                                              | Italia                                                     |
| 2004      | Damiano Cunego                                             | T-Mobile                                                   | Italia                                                     |
| 2005-2015 | No se entregó. Ver: Palmarés de las pruebas por puntos UCI | No se entregó. Ver: Palmarés de las pruebas por puntos UCI | No se entregó. Ver: Palmarés de las pruebas por puntos UCI |
| 2016      | Peter Sagan                                                | No se entregó                                              | Francia                                                    |

1. ↑  Este año hubo dos clasificaciones por equipos: CLASSEMENT EVOLUTIF DES EQUIPES AU 31 DECEMBRE 1995 Archivado el 3 de marzo de 2016 en Wayback Machine.

1. ↑  Este año no hubo clasificación por equipos, el ganador por equipos del UCI WorldTour 2016 fue el Movistar.

### Femenino
| Año  | Ganadora individual  | Ganadora por equipos          | Ganador por países |
| ---- | -------------------- | ----------------------------- | ------------------ |
| 1994 | Monica Valvik-Valen  | No se entregó                 | ?                  |
| 1995 | Jeannie Longo        | No se entregó                 | ?                  |
| 1996 | Jeannie Longo        | No se entregó                 | ?                  |
| 1997 | Hanka Kupfernagel    | No se entregó                 | ?                  |
| 1998 | Diana Žiliūtė        | No se entregó                 | Italia             |
| 1999 | Hanka Kupfernagel    | Saturn                        | Alemania           |
| 2000 | Diana Žiliūtė        | Acca Due O-Lorena Camicie     | Italia             |
| 2001 | Anna Millward        | Saturn                        | Alemania           |
| 2002 | Susanne Ljungskog    | Saturn                        | Alemania           |
| 2003 | Susanne Ljungskog    | Bik-Power Plate               | Alemania           |
| 2004 | Judith Arndt         | Equipe Nürnberger Versicherun | Alemania           |
| 2005 | Oenone Wood          | Equipe Nürnberger Versicherun | Alemania           |
| 2006 | Nicole Cooke         | Univega                       | Alemania           |
| 2007 | Marianne Vos         | T-Mobile Women                | Alemania           |
| 2008 | Marianne Vos         | T-Mobile Women                | Alemania           |
| 2009 | Marianne Vos         | Cervélo                       | Países Bajos       |
| 2010 | Marianne Vos         | Cervélo                       | Países Bajos       |
| 2011 | Marianne Vos         | Nederland Bloeit              | Países Bajos       |
| 2012 | Marianne Vos         | Rabobank Women                | Países Bajos       |
| 2013 | Emma Johansson       | Orica-AIS                     | Países Bajos       |
| 2014 | Marianne Vos         | Rabo Liv Women                | Países Bajos       |
| 2015 | Anna van der Breggen | Rabo Liv Women                | Países Bajos       |
| 2016 | Megan Guarnier       | Boels Dolmans                 | Países Bajos       |

## Palmarés individual por países
| País       | Victorias |
| ---------- | --------- |
| Italia     | 6         |
| Francia    | 5         |
| Irlanda    | 5         |
| España     | 2         |
| Alemania   | 2         |
| Suiza      | 1         |
| Eslovaquia | 3         |

| País           | Victorias |
| -------------- | --------- |
| Países Bajos   | 8         |
| Alemania       | 3         |
| Suecia         | 3         |
| Francia        | 2         |
| Lituania       | 2         |
| Australia      | 2         |
| Noruega        | 1         |
| Reino Unido    | 1         |
| Estados Unidos | 1         |